# Малий Яломан (село)
Малий Яломан (рос. Малый Яломан) — село Онгудайського району, Республіка Алтай Росії. Входить до складу Інінського сільського поселення.
Населення — 214 осіб (2015 рік).

## Географія
Село розташоване за 22 кілометри від адміністративного центру сільського поселення — Іні.